# Pedro González (beisbolista)
Pedro González Olivares (San Pedro de Macorís, 12 de diciembre de 1937-San Pedro de Macorís, 10 de enero de 2021) fue un segunda  base dominicano que jugó en las Grandes Ligas de Béisbol.

## Carrera deportiva
Fue firmado como amateur en 1958 por los Yanquis de Nueva  York, convirtiéndolo en el primer dominicano en formar parte de esa legendaria organización. Completó un total de 708 juegos en su carrera militando en los Yanquis de Nueva  York (1958-65) y los Indios de Cleveland (1965-1974), terminando con un récord de 364 hits, 90 carreras impulsadas y con un promedio de bateo de .244.
González fue reclutado por primera vez con el equipo Aviación Militar Dominicana que pertenecía a Ramfis Trujillo hijo del dictador Rafael Leónidas Trujillo. Jugó en la Liga Dominicana alrededor de catorce temporadas (1957-1973) con los Tigres del Licey, luego con las Estrellas Orientales terminando con un récord de 684 hits, 320 carreras anotadas con un promedio de .272 en 644 partidos y 2,519 turnos al bate. Además remolcó 213, 86 dobles, 27 triples, 22 jonrones, 89 bases robadas, 270 bases por bolas y recibió 240 ponches. Gonález era apodado "El gran Capitán".
El 13 de septiembre de 2009 González fue exaltado a la inmortalidad junto a otros 11 deportistas dominicanos por el Comité Gestor del Primer Ceremonial de la Fama de Deportistas Petromacorisanos de San Pedro de Macorís. Entre los honrados se encuentran Alfredo Griffin, Ricardo Carty, Billy Berroa (como propulsores del deporte dominicano), entre otros.
Falleció el 10 de enero de 2021 debido a problemas pulmonares.